# Pilu
Pilu é uma comuna romena localizada no distrito de Arad, na região histórica da Transilvânia. A comuna possui uma área de 71.77 km² e sua população era de 2138 habitantes segundo o censo de 2007.